# Chemin de fer de Yoker et Clydebank à Glasgow
Le chemin de fer de Yoker et Clydebank à Glasgow (Glasgow, Yoker and Clydebank Railway) est une compagnie de chemin de fer écossaise, autorisée en 1878 et absorbée par le North British Railway en 1897. Il relie Whiteinch à Clydebank.